# Henri Andréani
Henri Andréani, właśc. Gustave Sarrus (ur. 1877 w La Garde-Freinet, zm. 1936 w Paryżu) – francuski reżyser, filmowiec, pionier filmowy.
W przemyśle filmowym pracował od ok. 1910, początkowo jako asystent Gastona Velle i Ferdinanda Zekki, a także jako sekretarz Charlesa Pathé. Później sam zajął się reżyserią. W 1913 r. założył własną wytwórnię – Les Films Andréani. Specjalizował się w filmach historycznych i biblijnych.
Nazwisko Andréani jest pseudonimem, który przyjął prawdopodobnie po to, aby wykorzystać modę na kino włoskie.

## Wybrana filmografia
- Napoléon (1909)
- Cléopatre (1910)
- Le Siège de Calais (1911)
- Les Trois Mousquetaries (1912)
- Le Sacrifice d'Ismäel (1912)
- Rebecca (1913)[2][3]